# Катакомби Умані
Уманські підземелля — система штучно створених підземних ходів що знаходяться під історичним центром міста Умань.

## Історія
Точна дата створення катакомб Умані невідома, але перші згадки про підземні ходи датуються XVII століттям. Хто, коли саме і з якою метою викопав уманські підземелля, досі невідомо.

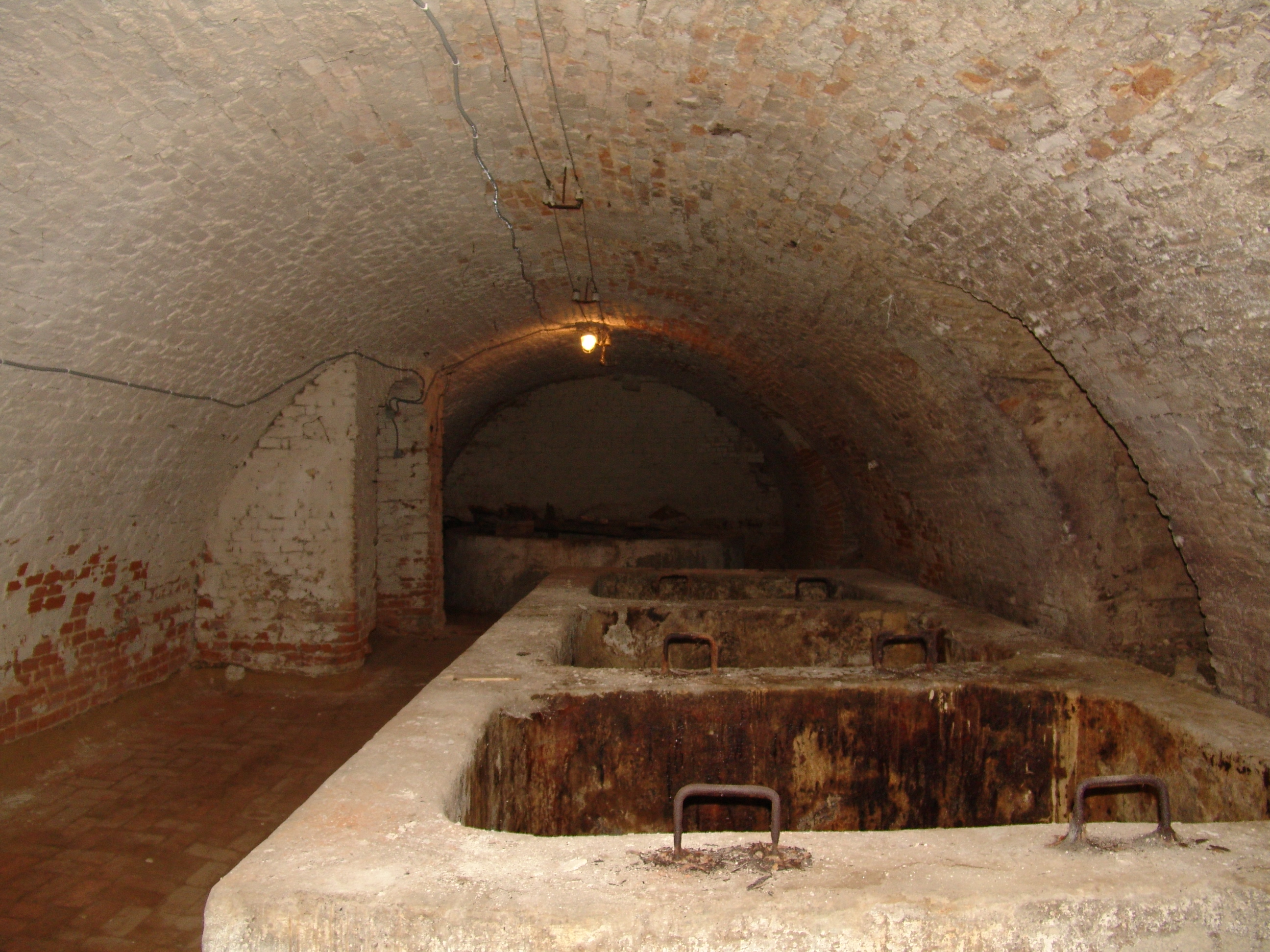
Підземелля Василіанського монастиря в Умані

Появу більшості з них дехто приписує кріпакам Станіслава Потоцького, які таким чином нібито намагалися сховати скарби свого пана. Ця версія не викликає довіри з огляду на те, що за таких обставин про схованки було б відомо кільком тисячам людей. За іншою версією, цими ходами у XVII столітті до козацької фортеці доправляли провіант і воду. Існує припущення що 1677 році ходами до фортеці потрапили турки, яке не підтверджене документально.
У 2016 відкрився перший туристичний маршрут уманськими підземеллями на базі заповідника Стара Умань.

## Загальна характеристика
Стан більшості підземних споруд що входять до системи уманських катакомб наразі невідомий. Більшість з тунелів, що були знайдені, були викопані в щільних глинистих ґрунтах на яких знаходиться місто, без використання додаткових підпірок. Інша частина тунелів викладена цеглою та каменем. 
Глибина залягання уманських катакомб - від 3 до 12 метрів. 

## Відомі знахідки підземних ходів в Умані
- 1922, 1948, 1950 — обвали дороги неподалік міської пошти.
- 1932 — унаслідок осідання ґрунту за міським базаром розвалилися два будинки.
- 1952  — під час будівництва прибудови до швейної фабрики був знайдений підземний хід що вів у бік колишнього василіанського монастиря.
- 1953 — на території тюрми на вул. Ленінській утворилося провалля завдовжки 15 метрів ходом і завширшки близько 7 метрів.
- 1954 — обвал біля житлового будинку на вул. Коммолоді.
- 1955 — під час земляних робіт на розі вулиць Шолом-Алейхема і Челюскінців виявлено нагромадження скелетів і предметів вжитку: свідчення подій 1674—1677 років.
- 2008 — під час будівництва фундаменту «Dom de Luxe» на центральній площі будівельники зіткнулися із сильним просіданням ґрунту та вимушені були використовувати спецтехнології.
- 2018 — під час реконструкції центральної площі була знайдена система підземних ходів. Велись дослідження археологами [1]